# Fränkisches Recht
Fränkisches Recht bezeichnet die kodifizierten Volks- und Gewohnheitsrechte im Fränkischen Reich in der Zeit vom 5. bis ins 9. Jahrhundert sowie ab dem 7. Jahrhundert erlassene Kapitularien.

## Bedeutung
Das Fränkische Recht ist neben dem römischen Recht die bedeutendste historische Rechtsquelle für die Entwicklung des deutschen, des gemeinen und schließlich des europäischen Rechts.
Seit 482 aufgezeichnet und überliefert sind die Stammesrechte (leges Barbarorum) der Salfranken, Rheinfranken und chamavischen Franken, ferner die Königssatzungen der Merowinger. Hinzu treten schließlich die Kapitularien – königliche Verordnungen – der Karolinger. Im strafrechtlichen Bereich sind öffentliche Strafen noch weitestgehend unbekannt, Friedensbrüche werden grundsätzlich privat gesühnt, soweit nicht schwerste Verletzungen von Gemeinschaftspflichten angezeigt sind. Im hausgemeinschaftlichen Umfeld übt der Hausherr die Strafgewalt über die Familienmitglieder und das Gesinde aus. Bemühungen der Obrigkeit dienen der Begrenzung der Fehde, auch dringen zunehmend christliche Werte und Einflüsse durch. 
Rechtsaufzeichnungen gibt es auch bei den von den Franken unterworfenen Volksstämmen, die ihrerseits – unterschiedlich stark ausgeprägt – fränkisches Recht enthalten. Spuren fränkischen Rechtsdenkens finden sich freilich noch in hoch- und spätmittelalterlichen Rechtsbüchern, so im Mühlhäuser Reichsrechtsbuch, dem Sachsenspiegel oder dem Schwabenspiegel und selbst in der Goldenen Bulle Karls IV. aus dem Jahre 1356 (in Gestalt der Hofämter). Auch mit der sogenannten Salischen Erbfolge, also mit dem Ausschluss weiblicher Angehöriger von Herrscherdynastien aus der Thronfolge, wirkt fränkisches Recht fort.
Im Rahmen der Ende des 19. Jahrhunderts nachhaltig geführten Diskussion zur Einflussnahme des französischen Code civil (CC) auf das Bürgerliche Gesetzbuch (BGB), wurde immer wieder auf das „Bindeglied“ des rheinischen Rechts hingewiesen. Hans Planitz interpretierte die beiden Rechte nicht als gleiche Rechte und folgerte, dass die häufig anzutreffende Kongruenz französischer und rheinischer Rechtsideen letztlich darauf zurückzuführen sei, dass sie ursprünglich dem Frankenrecht entsprungen seien und sich als heimische Rechtsgewohnheiten parallel weiterentwickelt hätten. Friedrich Brockhaus verwies darauf, dass der CC im Rheinland aufgenommen worden sei, weil das fränkische Recht „eine Menge germanischen Rechtsstoffs“ enthalten habe, der deshalb auch nicht fremd gewirkt habe.